# Trevor Pinch
Trevor J. Pinch, né le 1er janvier 1952 à Lisnaskea en Irlande et mort le 16 décembre 2021, est un sociologue américain qui a fait ses études en Grande-Bretagne). Il a été titulaire d'une chaire au département d'Études des sciences et technologies (Science and Technology Studies, STS) de l'université Cornell.

## Biographie
Il étudie en physique à l'Imperial College London, puis en sociologie (PhD) à l'université de Bath. Il enseigne la sociologie à l'université d'York avant de s'installer aux États-Unis.
Avec Wiebe E. Bijker, Thomas Hughes et Harry Collins il est l'un des initiateurs du courant de recherche socio-constructiviste portant sur la construction sociale de la technologie (Social Construction of Technology, SCOT) dans le domaine de la sociologie des sciences. 
Parallèlement, Pinch consacre plusieurs travaux à la Sound culture, un courant de recherche interdisciplinaire principalement représenté dans le monde anglo-saxon, qui s'intéresse à la production et à la consommation de la musique dans son aspect matériel (son, bruit, etc.) en prenant en compte leurs changements d'un point de vue socio-historique. C'est dans cette perspective qu'il réalise une étude sur Robert Moog. Il fait de la musique avec son synthétiseur qu'il a créé en 1973.

## Publications
- avec Wiebe E. Bijker et Thomas P. Hughes, (eds.), The Social Construction of Technological Systems: New Directions in the Sociology and History of Technology, Cambridge, Massachusetts: The MIT Press, 1987 ; 1989.
- avec Harry Collins, The Golem: What You Should Know about Science, Cambridge, United Kingdom: Cambridge University Press, 1993.
- avec Harry Collins, The Golem at Large: What You Should Know about Technology, Cambridge, United Kingdom: Cambridge University Press, 1998.
- avec R. Kline, « Taking the Black Box off its Wheels: The Social Construction of the Automobile in Rural America », dans Technology and Culture, 37, 1996, p. 776-795.
- avec R. Kline, « The Social Construction of Technology », dans D. MacKenzie & J. Wajcman (Eds.), The Social Shaping of Technology (2nd ed.), Buckingham: Open University Press, 1985 ; 1999. p. 113-115.
- « The Social Construction of Technology: a Review », dans R. Fox (Ed.), Technological Change; Methods and Themes in the History of Technology, Amsterdam: Harwood Academic Publishers, 1996, p. 17-35.
- « Why Do You go to a Piano Store to Buy a Synthesizer: Path Dependence and the Social Construction of Technology », dans R. Garud & P. Karnøe (Eds.), Path Dependence and Creation, Mahwah: Lawrence Erlbaum and Associates Publishers, 2001, p. 381-399.
- avec M. Ashmore, M. Mulkay, (1992), « Technology, Testing, Text: Clinical Budgeting in the U.K. National Health Service », dans Wiebe E. Bijker & John Law (Eds.), Shaping technology/building society: studies in sociotechnical change, Cambridge, Massachusetts: The MIT Press, p. 265-289.
- avec Wiebe E. Bijker, « The Social Construction of Facts and Artefacts: or How the Sociology of Science and the Sociology of Technology might Benefit Each Other », dans Social Studies of Science, 14, p. 388-441, 1994.
- avec Wiebe E. Bijker, « Science, Relativism and the New Sociology of Technology: Reply to Russell », dans Social Studies of Science, 16, p. 347-260, 1986.
- avec Frank Trocco, Analog Days: The Invention and Impact of the Moog Synthesizer. Cambridge, MA: Harvard University Press, 2002. (hardcover:  (ISBN 0-674-00889-8)) ; 2004 (paperback:  (ISBN 0-674-01617-3))
- avec Sheila Jasanoff, Gerald E. Markle, James C. Petersen (éd.), Handbook of Science and Technology Studies. Londres-New Delhi, Sage, 2005 (dernière éd. revue et augmentée).